# Дощові ліси півночі Аннамських гір
Дощові ліси півночі Аннамських гір (ідентифікатор WWF: IM0136) — індомалайський екорегіон тропічних та субтропічних вологих широколистяних лісів, розташований в горах Центрального Лаосу та В'єтнаму. 

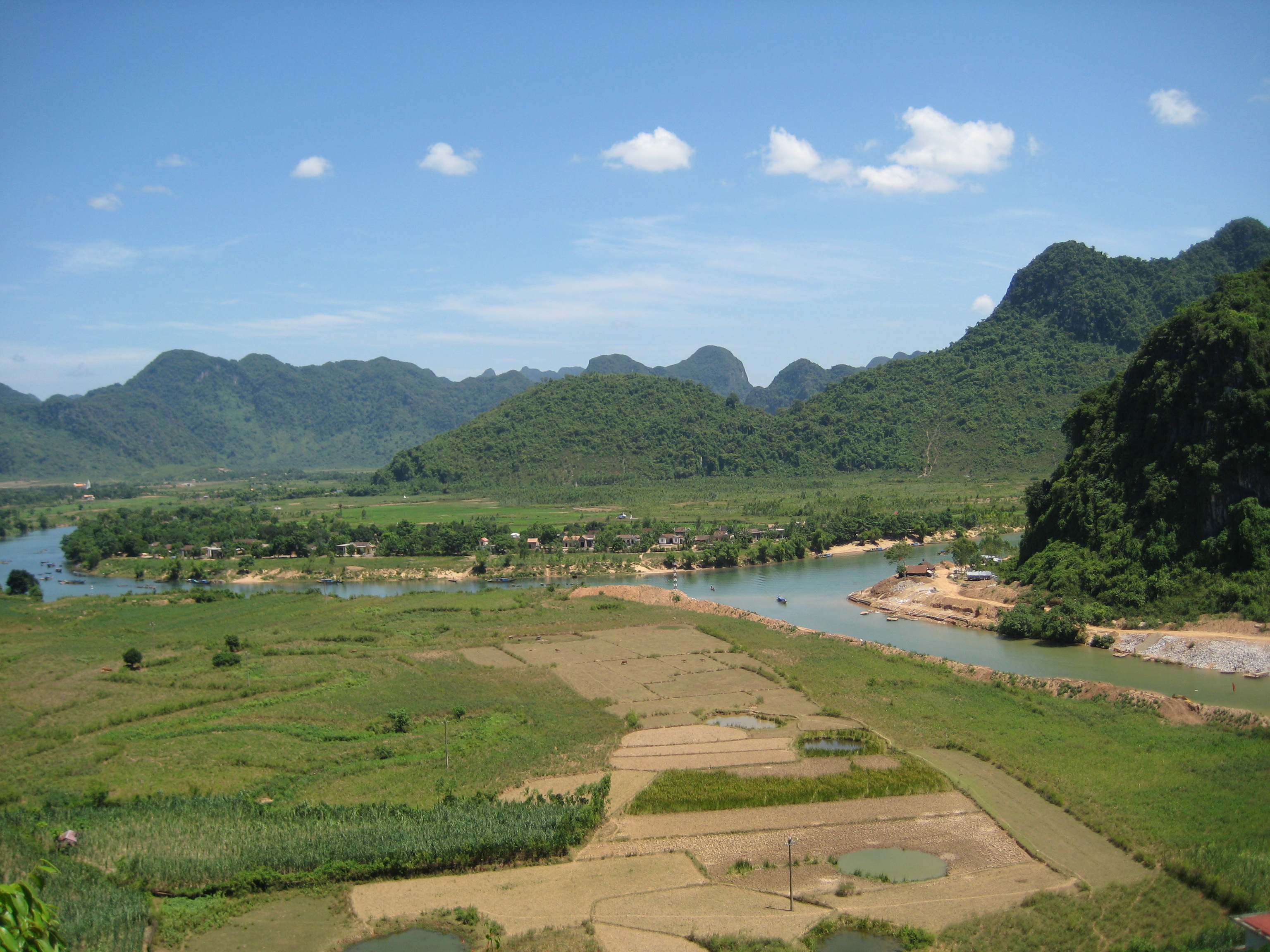
Ландшафт Національного парка Фонгня-Кебанг (В'єтнам)

## Географія
Екоорегіон дощових лісів півночі Аннамських гір охоплює північну частину Аннамських гір або гір Чионгшон, що простягаються через територію Центрального Лаосу та прилеглих районів Центрального В'єтнаму. Середня висота регіону становить близько 500 м, а деякі гірські вершини підіймаються на висоту понад 2000 м над рівнем моря. Рельєф екорегіону представлений стрімкими, нерівними, майже недоступними гірськими хребтами, порізаними глибокими долинами. Серед вапнякових скель зустрічаються численні карстові форми рельєфу.
На півночі екорегіон переходить у субтропічні ліси Північного Індокитаю та у гірські дощові ліси Луангпхабангу, на заході — у вологі листяні ліси Північного Корату та у сухі ліси Центрального Індокитаю, а на півдні — у дощові ліси півдня Аннамських гір. На сході, на низовинах, що простягаються між передгір'ями Чионгшону та узбережжям Південнокитайського моря, розташований екорегіон рівнинних дощових лісів Північного В'єтнаму.

## Клімат
В горах екорегіону поширений вологий субтропічний клімат (Cwa за класифікацією кліматів Кеппена), а на найвищих вершинах — високогірний субтропічний клімат (Cwb за класифікацією Кеппена). Складний рельєф регіону призводить до формування різноманітних кліматичних умов. На східних схилах Аннамських гір, які перехоплюють мусонні шторми, опадів випадає більше, ніж на західних схилах, які лежать у дощовій тіні. Таким чином, на східних (в'єтнамських) схилах регіону середньорічна кількість опадів становить понад 3500 мм, а на західних схилах вона коливається від 1500 до 2500 мм. Через велику висоту середня температура в регіоні є нижчою, ніж на прилеглих низовинах.

## Флора
В межах екорегіону зустрічаються різноманітні лісові угруповання, розподіл яких залежить від кількості опадів, рельєфу, ґрунтів та висоти над рівнем моря. Загалом флора екорегіону вирізняється високим різноманіттям та рівнем ендемізму. Вона демонструє тісні зв'язки з флорою Північного В'єтнаму, Південного Китаю та південної частини Аннамських гір. 
На висоті від 800 до 1200 м над рівнем моря поширені мезофільні низькогірські ліси. Дерева в них формують два яруси, а лісовий намет розташований на висоті 15-25 м над землею. Тут поширені різні види дубів (Quercus spp.), кастанопсисів (Castanopsis spp.) і літокарпусів (Lithocarpus spp.) з родини Букові (Fagaceae), а також інші представники родин Миртові (Myrtaceae), Елеокарпові (Elaeocarpaceae) та Лаврові (Lauraceae), серед яких є багато ендеміків. Також характерним елементом низькогірських лісів є представники родини Подокарпові (Podocarpaceae). Дерева в цих лісах рясно вкриті епіфітами, зокрема ендемічними орхідеями. Щільна структура лісового намету у непорушених вологих гірських лісах призводить до того, що на землю потрапляє мало сонячних променів, і тому підлісок в цих лісах є рідкісним. Однак на відкритих ділянках лісу часто зустрічаються густі насадження здерев'янілих бамбуків з родів Chimonobambusa та Dendrocalamus. Прогалини в лісах, на яких ростуть бамбукові гаї, виникають завдяки тайфунам, які регулярно досягають Аннамських гір.
На сухих схилах, на тонких, кислих ґрунтах, на висоті до 1500 м над рівнем моря, ростуть соснові ліси, основу яких складають кхасійські сосни (Pinus kesiya). За певних умов ці дерева досягають 20-30 м у висоту. Серед інших дерев, що зустрічаються у соснових лісах регіону, слід відзначити кетелерію Евеліна (Keteleeria evelyniana), овалолисту ліонію (Lyonia ovalifolia), шіму Волліча (Schima wallichii) та мергуйський трістанопсіс (Tristaniopsis merguensis). В горах на півночі Лаосу поширені рідколісся, у яких домінують кетелерії Евеліна (Keteleeria evelyniana). Ці дерева досягають 35 м заввишки і можуть утворювати чисті або змішані насадження у поєднанні з кхасійськими соснами (Pinus kesiya) та різними видами дубів. Соснові ліси схильні до частих пожеж, які перешкоджають поширенню широколистяних дерев.
На висоті від 1200 до 1800 м над рівнем моря поширені пишні вологі гірські ліси, у яких домінують фуцзяньські кипариси (Fokienia hodginsii), які можуть досягати 40-50 м заввишки та 1,5 м в діаметрі, а також черепичні дакрикарпуси (Dacrycarpus imbricatus) та китайські каннінгемії (Cunninghamia lanceolata). Прохолодні та вологі умови кипарисових лісів сприяють буйному росту криптогамних епіфітів (мохів і лишайників) та накопиченню органічного сміття у лісовій підстилці.
Незважаючи на відносну недоступність та малонаселеність регіону, тривалий антропогенний вплив призвів до деградації частини його природного рослинного покриву. Гірські вічнозелені ліси були замінені чагарниками або саванами, які мають різноманітну структуру, залежно від ступеня деградації та часу відновлення. У вторинних хащах можуть зустрічатися різноманітні породи дерев або переважати чисті насадження одного виду-колоніста.

## Фауна
В горах регіону зустрічається понад 135 видів ссавців. Серед рідкісних великих ссавців, що зустрічаються в екорегіоні, слід відзначити індійського слона (Elephas maximus indicus), гаура (Bos gaurus), бантенга (Bos javanicus), індокитайського серау (Capricornis sumatraensis maritimus), індійського замбара (Rusa unicolor cambojensis) та гігантського мунтжака (Muntiacus vuquangensis). 
Серед поширених в екорегіоні хижих ссавців слід відзначити індокитайського тигра (Panthera tigris corbetti), димчасту пантеру (Neofelis nebulosa), золотисту котопуму (Catopuma temminckii), гірського куона (Cuon alpinus), гімалайського ведмедя (Ursus thibetanus) та малайського ведмедя (Helarctos malayanus), серед мавп — бенгальського лорі (Nycticebus bengalensis), карликового лорі (Xanthonycticebus pygmaeus), ассамського макаку (Macaca assamensis), ведмежого макаку (Macaca arctoides), північного свинохвостого макаку (Macaca leonina) та сірого індокитайського лангура (Trachypithecus crepusculus), а серед інших ссавців — пістряву політуху (Hylopetes alboniger), плямисту велетенську летягу (Petaurista elegans), малайського шерстокрила (Galeopterus variegatus) та китайського панголіна (Manis pentadactyla). 
Майже ендемічними представниками регіону є південні білощокі гібони (Nomascus siki), хатінські лангури (Trachypithecus hatinhensis), чорні індокитайські лангури (Trachypithecus ebenus) та червононогі дуки (Pygathrix nemaeus). Ендеміками екорегіону є в'єтнамські саоли (Pseudoryx nghetinhensis), аннамські мунтжаки (Muntiacus truongsonensis), пухоатські мунтжаки (Muntiacus puhoatensis), лаоські лангури (Trachypithecus laotum), аннамські смугасті кролики (Nesolagus timminsi), аннамські нічниці (Myotis annamiticus), аннамські білозубки (Crocidura annamitensis), довговухі гімнури (Hylomys megalotis), лаоські велетенські летяги (Biswamoyopterus laoensis), скельні щури Пауліни (Saxatilomys paulinae) та лаоські скельні щури або ха-нью (Laonastes aenigmamus). Останні належать до родини діатомісових (Diatomyidae), представники якої, як вважалося раніше, вимерли близько 11 мільйонів років тому, у пізньому міоцені.
В гірських лісах регіону зустрічається понад 525 видів птахів. Серед поширених в екорегіоні птахів слід відзначити сріблястого лофура (Lophura nycthemera), сірого віялохвоста (Polyplectron bicalcaratum), зеленоногу куріпку (Tropicoperdix chloropus), білоголову качку (Asarcornis scutulata), гірського пінона (Ducula badia), гірського орла-чубаня (Nisaetus nipalensis), червоноголового трогона (Harpactes erythrocephalus), дворогого гомрая (Buceros bicornis), смугастодзьобого калао (Rhyticeros undulatus), бірманського дятла (Dendrocopos atratus), в'єтнамську жовну (Picus rabieri), сіроголового папугу (Psittacula finschii), рожевоволого папугу (Psittacula alexandri), індокитайського монарха-довгохвоста (Terpsiphone affinis), східну цису (Cissa hypoleuca), соснового бюльбюля (Pycnonotus flavescens), світлооку синчівку (Mixornis kelleyi) та індокитайського вівчарика (Phylloscopus calciatilis). 
Ендеміками екорегіону є лаоські бюльбюлі (Pycnonotus hualon) та лаоські тимелії-темнодзьоби (Stachyris herberti), а майже ендемічними його представниками — чубаті аргуси (Rheinardia ocellata), лаоські фульвети (Fulvetta danisi), темні чагарниці (Garrulax castanotis), в'єтнамські кутії (Cutia legalleni) та індокитайські баблери (Napothera danjoui).
Природа екорегіону є скарбницею біологічного різноманіття, яка все ще розкриває своє справжнє багатство. Кожне нове дослідження призводить до відкриття нових видів ссавців, птахів, плазунів, амфібій, риб, комах і рослин. Більше половини ендеміків екорегіону були описані наприкінці XX та на початку XXI століття, отже, дуже ймовірно, що незабаром до них можуть доєднатися декілька нових видів.

## Збереження
Оцінка 2017 року показала, що 14 536 км², або 31 % екорегіону, є заповідними територіями. Природоохоронні території включають: Національний парк Пумат, Національний парк Вукуанг та Національний парк Фонгня-Кебанг у В'єтнамі, а також Національний парк Накай-Нам-Теун, Національний парк Хін-Намно, Національний заповідник Пху-Санг-Хе, Національний заповідник Нам-Кадінг та Національний заповідник Фу-Хін-Пун в Лаосі.